# بيروكسينيت

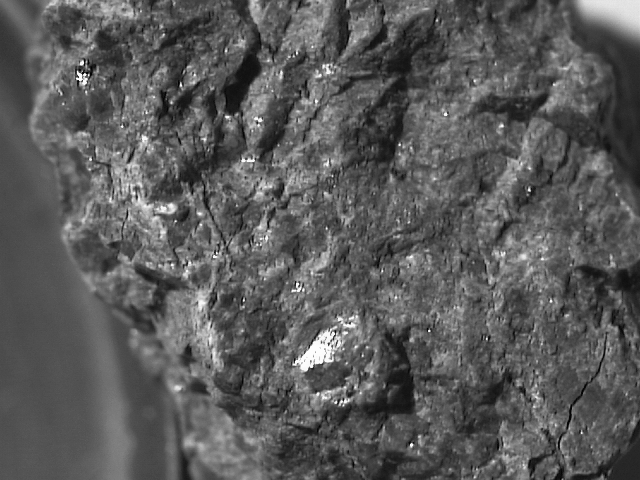

البيروكسينيت هي صخور نارية فائق المغناطيسية يحتوي بشكل رئيسي على معادن من نوع مجموعة البيروكسين مثل الأوغايت وديوبسايد والهيبرسثيني والبرونزايت وإنستاتايت.
ويتواجد بشكل كبير في الجيوب النافذة.